# Riedersdorf (Hilpoltstein)
Riedersdorf ist ein Gemeindeteil der Stadt Hilpoltstein im Landkreis Roth (Mittelfranken, Bayern). Riedersdorf liegt in der Gemarkung Lampersdorf.

## Lage
Der aus sechs Wohngebäuden bestehende Weiler liegt inmitten des Auholzes an einem namenlosen rechten Zufluss des Espangrabens. Im Osten führt die Bundesautobahn 9 vorbei. Eine Gemeindeverbindungsstraße führt nach Göggelsbuch (1,6 km nördlich) bzw. zu einer Gemeindeverbindungsstraße (0,5 km südlich), die nach Minettenheim bzw. zur Staatsstraße 2220 verläuft.

## Geschichte
Riedersdorf wurde 1306 erstmals urkundlich erwähnt. Im 16. Jahrhundert bestand der Ort aus vier Anwesen. Gegen Ende des 18. Jahrhunderts gab es in Riedersdorf weiterhin vier Anwesen und ein Gemeindehirtenhaus. Das Hochgericht übte das pfalz-neuburgische Pflegamt Hilpoltstein aus. Grundherren waren die Furtenbach’sche Herrschaft Nürnberg (3 Anwesen) und die Nürnberger Eigenherren Harsdorf von Enderndorf (1 Anwesen).
Im Rahmen des Gemeindeedikts (frühes 19. Jahrhundert) wurde Riedersdorf dem Steuerdistrikt Ebenried und der Ruralgemeinde Lampersdorf zugewiesen. Am 1. Januar 1972 erfolgte im Zuge der Gebietsreform in Bayern die Eingemeindung nach Hilpoltstein.

### Baudenkmäler
- Kreuzstein[9]

### Einwohnerentwicklung
| Jahr      | 001818 | 001836 | 001861 | 001871 | 001885 | 001900 | 001925 | 001950 | 001961 | 001970 | 001987 |
| Einwohner | 28     | 33     | 26     | 26     | 27     | 29     | 25     | 24     | 21     | 18     | 17     |
| Häuser    | 5      | 5      |        |        | 5      | 4      | 4      | 4      | 4      |        | 3      |
| Quelle    | [ 11 ] | [ 12 ] | [ 13 ] | [ 14 ] | [ 15 ] | [ 16 ] | [ 17 ] | [ 18 ] | [ 19 ] | [ 20 ] | [ 1 ]  |

## Religion
Riedersdorf ist römisch-katholisch geprägt und war ursprünglich nach Mariä Himmelfahrt (Allersberg) gepfarrt. Seit dem 7. Juli 1928 ist die Expositur St. Georg (Göggelsbuch) zuständig, die ursprünglich zur Pfarrei St. Johannes der Täufer (Hilpoltstein) gehörte und jetzt zur Pfarrei Allersberg. Die Einwohner evangelisch-lutherischer Konfession sind nach Ebenried gepfarrt.